# Ricky Jean-Francois
Ricky Barkley Jean Francois (Miami, 23 novembre 1986) è un giocatore di football americano statunitense che milita nei ruoli di nose tackle e defensive end per i New England Patriots della National Football League (NFL). Fu scelto nel corso del settimo giro (244º assoluto) del Draft NFL 2009 dai San Francisco 49ers. Al college ha giocato a football all’Università della Louisiana dove ha vinto il titolo nazionale nel 2007.

## Carriera professionistica

### San Francisco 49ers
Jean Francois fu scelto nel corso del settimo giro del Draft 2009 dai San Francisco 49ers. Nella sua stagione da rookie disputò 3 partite, nessuna delle quali come titolare. Nelle due stagioni successive, Ricky disputò tutte le gare della stagione regolare, 2 di esse come titolare nella stagione 2011. In quelle stagioni, il giocatore è divenuto celebre tra i tifosi dei 49ers per la sua "Peanut Butter Jelly Dance".
Nel Super Bowl XLVII Jean Francois mise a segno 2 tackle ma i 49ers furono sconfitti 34-31 dai Baltimore Ravens.

### Indianapolis Colts
Il 14 marzo 2013, Jean Francois firmò un contratto quadriennale del valore di 22 milioni di dollari con gli Indianapolis Colts. Nella prima stagione con la nuova maglia mise a segno 19 tackle e un nuovo primato personale di 2,5 sack in dieci presenze, tutte come titolare. Il 23 febbraio 2015 fu svincolato dai Colts.

### Washington Redskins
Il 27 febbraio 2015 Jean Francois firmò un contratto triennale del valore di 9 milioni di dollari con i Washington Redskins. Il 15 marzo 2017, durante la offseason, Jean Francois viene svincolato dai Redskins.

### Green Bay Packers
Il 24 marzo 2017, Jean Francois firmò un contratto annuale del valore di 3 milioni di dollari coi Green Bay Packers. Dopo essere stato prima svincolato e avere rifirmato 9 giorni dopo nel settembre 2017, venne svincolato definitivamente il 1º novembre 2017.

### New England Patriots
Il 7 novembre 2017, Jean Francois firmò con i New England Patriots.

## Palmarès

### Franchigia
- National Football Conference Championship: 1

San Francisco 49ers: 2012
- American Football Conference Championship: 1

New England Patriots: 2017